# 鼓脹深海花介
鼓脹深海花介（学名：Bythocythere convexidorsa）为深海花介科深海花介屬下的一个种。